# Wrangler (jeans)
Wrangler er en amerikansk producent af jeans og andet tøj, især arbejdstøj. Brandet ejes af Kontoor Brands Inc. og har hovedkvarter i Greensboro, North Carolina.
Blue Bell opkøbte i 1943 Casey Jones Workwear og dermed rettighederne til at benytte mærket Wrangler.